# Сазыкина, Кристина Евгеньевна
Кристина Евгеньевна Сазыкина (бел. Крысціна Яўгенаўна Сазыкіна;  род. 26 ноября 2000 года, Беларусь) — белорусская спортсменка, борец вольного стиля. Призёрка чемпионата мира и Европы до 23 лет. Мастер спорта международного класса по вольной борьбе.

## Биография
Кристина родилась в Кричевском районе Могилёвской области Республики Беларусь, 26 ноября, 2000 года. Первым ее тренером был Евгений Амельченко.

## Спортивная карьера

### Кристина в детстве
Первые международные старты в ее карьере начались в 2014 году, на турнире памяти Елены Егошиной в Москве (Россия), где она добилась третьего места. Годом позже, на первенстве мира среди кадетов в Боснии, она стала 15-й, проиграв в первом же круге американке Александре Лайлис. В 2016 году она выиграла свой первый международный титул — первенства Европы среди кадетов в Швеции, одолев в финале немку Елена Шелл в весе до 60 кг, также удачно выступила на гран-при Германии в Дормагене, став третьей. На первенстве мира 2016 в Грузии осталась без награды. В 2017 году попыталась выступить на первенстве Европы среди юниоров, но выбыла в четвертьфинале, после вернулась в свою возрастную категорию и выиграла бронзовую медаль на первенстве Европы в весе до 65 килограмм и так же повторила успех на первенстве мира в весовой категории до 60 кг.

### Карьера в студенческие годы
С 2018 года Сазыкина участвовала на чемпионатах в непривычной для себя возрастной группе до 23 лет: чемпионат Европы 2018 Турции и чемпионат мира до 23 лет в Румынии, в обоих чемпионатах Кристина не добралась до медалей. В 2019 году выиграла международный турнир "V.Freidenfelds Cup" в Риге (Латвия), после она выиграла первенство Европы среди юниоров (до 20 лет) в Испании в весовой категории до 59 кг. На пути к финалу она победила местную спортсменку Ану Гонзалес в квалификации, в четвертьфинале украинку Веронику Рябоволову, в полуфинале россиянку Кристину Михневу и в финале венгерку Ерику Богнар.

### Взрослый уровень
Сазыкина начала выступать на международных турнирах среди взрослых спортсменок с 2021 года, на чемпионате Европы 2021 до 23 лет в Северной Македонии она финишировала третьей, затем выступила на взрослом чемпионате мира в Норвегии, но не смогла добиться успеха. На чемпионате мира до 23 лет в Сербии она снова стала третьей, уступив лишь украинке Соломие Винник и одолев американку Мишель Бек, Анастасию Никиту (Молдова) и Рамину Мамедову (Латвия). Участница чемпионата мира 2023 в Сербии. В ноябре 2023 выиграла серебро на гран-при Александра Медведя в Минске. В конце январе 2024 года стала финалисткой на Кубке Ивана Ярыгина в Красноярске (Россия). В августе 2024 года впервые выиграла чемпионат Беларуси в весе до 62 кг.

## Спортивные результаты
Взрослый уровень
- 2021 Чемпионат Европы до 23 лет — ;
- 2021 Чемпионат мира до 23 лет — ;
- 2023 Чемпионат Беларуси — ;
- 2023 II Игры стран СНГ — ;
- 2023, 2025 Гран-при Александр Медведь — ;[17]
- 2024 Кубок Ивана Ярыгина — ;
- 2024 Чемпионат Беларуси — ;

Кадетский и юниорский уровень
- 2016 Первенство Европы  — ;
- 2016 Гран-при Германии — ;
- 2017 Гран-при Германии — ;
- 2017 Первенство Европы  — ;
- 2017 Первенство мира — ;
- 2019 Первенство Европы — ;